# Pycnoscelus indicus
Pycnoscelus indicus är en kackerlacksart som först beskrevs av Fabricius 1775.  Pycnoscelus indicus ingår i släktet Pycnoscelus och familjen jättekackerlackor. Inga underarter finns listade i Catalogue of Life.